# Sialinsäure-Speicherkrankheit
Die Sialinsäure-Speicherkrankheit, auch Sialidose oder Neuraminsäurespeicherkrankheit genannt, ist eine sehr seltene autosomal-rezessiv vererbte lysosomale Speicherkrankheit.
In der klinischen Praxis werden zwei Formen der Sialinsäure-Speicherkrankheit unterschieden:
- die infantile Form, in der angelsächsischen Fachliteratur als infantile sialic acid storage disease (ISSD) bezeichnet
- die adulte Form, meist als Salla-Erkrankung bezeichnet

## Genetik
Das für die Sialinsäure-Speicherkrankheit verantwortliche SLC17A5-Gen liegt auf Chromosom 6 Genlocus q14-q15. Das SLC17A5-Gen kodiert für das Protein Sialin; ein Anionen/Zucker-Transporter, der im Wesentlichen im Lysosom, beziehungsweise der Lysosom-Membran der Zellen, zu finden ist. Mutationen im SLC17A5-Gen können zu einem in seiner Funktion gestörten Genprodukt Sialin führen.

## Pathologie
Nach dem enzymatischen Abbau der Glykoproteine, Glykosaminoglykane und Glycolipideen müssen die entstandenen Monosaccharide aus dem Lysosom transportiert werden. Die freie Sialinsäuren (auch Neuraminsäure genannt) werden normalerweise über Anionentransporter aus dem Lysosom ausgeschleust. Ein Defekt im Anionentransporter Sialin führt zu einer Anreicherung (Speicherung) von Sialinsäure im Lysosom und damit zur Sialinsäure-Speicherkrankheit.

### Infantile Form
Bei der infantilen Form der Sialinsäure-Speicherkrankheit haben die betroffenen Patienten meist grobe Gesichtszüge, eine Vergrößerung von Leber und Milz (Hepatosplenomegalie), sowie Ataxie und bleiben geistig zurück. Häufig ist in der Pränataldiagnostik ein Hydrops fetalis (Flüssigkeitsansammlung über weite Teile des ungeborenen Kindes) mittels Sonographie (Ultraschalldiagnostik) feststellbar. Die Prognose der infantilen Form ist ausgesprochen ungünstig. Die betroffenen Kinder sterben meist schon in den ersten Lebensjahren. Die Inzidenz liegt weltweit bei etwa 1 pro 500.000 Lebendgeburten.

### Adulte Form (Salla-Erkrankung)
Die ersten Symptome der Salla-Erkrankung zeigen sich meist schon im Säuglingsalter. Dies sind Hypotonie und horizontaler Nystagmus. Später entwickeln sich Spastiken. Die betroffenen Patienten sind geistig behindert und meist ohne Sprachvermögen. Die meisten Patienten erreichen das Erwachsenenalter.

### Abgrenzung
Von beiden Formen der Sialinsäure-Speicherkrankheit ist die Sialurie, auch Nonaka-Myopathie genannt, zu unterscheiden. Bei dieser Erkrankung führen Mutationen im UDP-GlcNac-2-Epimerase-Gen zum Ausfall eines Regelkreises, was zur überschüssigen Produktion und Ausscheidung von Sialinsäure führt.

## Diagnostik
Wie alle Patienten mit einer Glykoprotein-Speicherkrankheit scheiden Patienten mit der Sialinsäure-Speicherkrankheit vermehrt Oligosaccharide aus. Zudem lässt sich im Urin der Patienten eine erhöhte Sialinsäure-Konzentration messen. Der Enzymdefekt lässt sich an Fibroblasten oder Leukozyten nachweisen. Vollständige Diagnosesicherheit bietet eine Gen-Analyse.

## Therapie
Es ist keine spezifische Therapie der Sialinsäure-Speicherkrankheit bekannt. Die Behandlung erfolgt symptomatisch.